# Sompa, Kohtla-Järve
Sompa linnaosa är en ort i Estland.   Den ligger i kommunen Kohtla-Järve linn och landskapet Ida-Virumaa, i den nordöstra delen av landet, 140 km öster om huvudstaden Tallinn. Sompa linnaosa ligger 75 meter över havet och antalet invånare är 102.
Terrängen runt Sompa linnaosa är platt. Runt Sompa linnaosa är det mycket glesbefolkat, med 5 invånare per kvadratkilometer. Närmaste större samhälle är Kohtla-Järve, 6,8 km norr om Sompa linnaosa. I omgivningarna runt Sompa linnaosa växer i huvudsak blandskog.